# Intel Pentium III

Logo der Mobil-Variante des Intel Pentium III

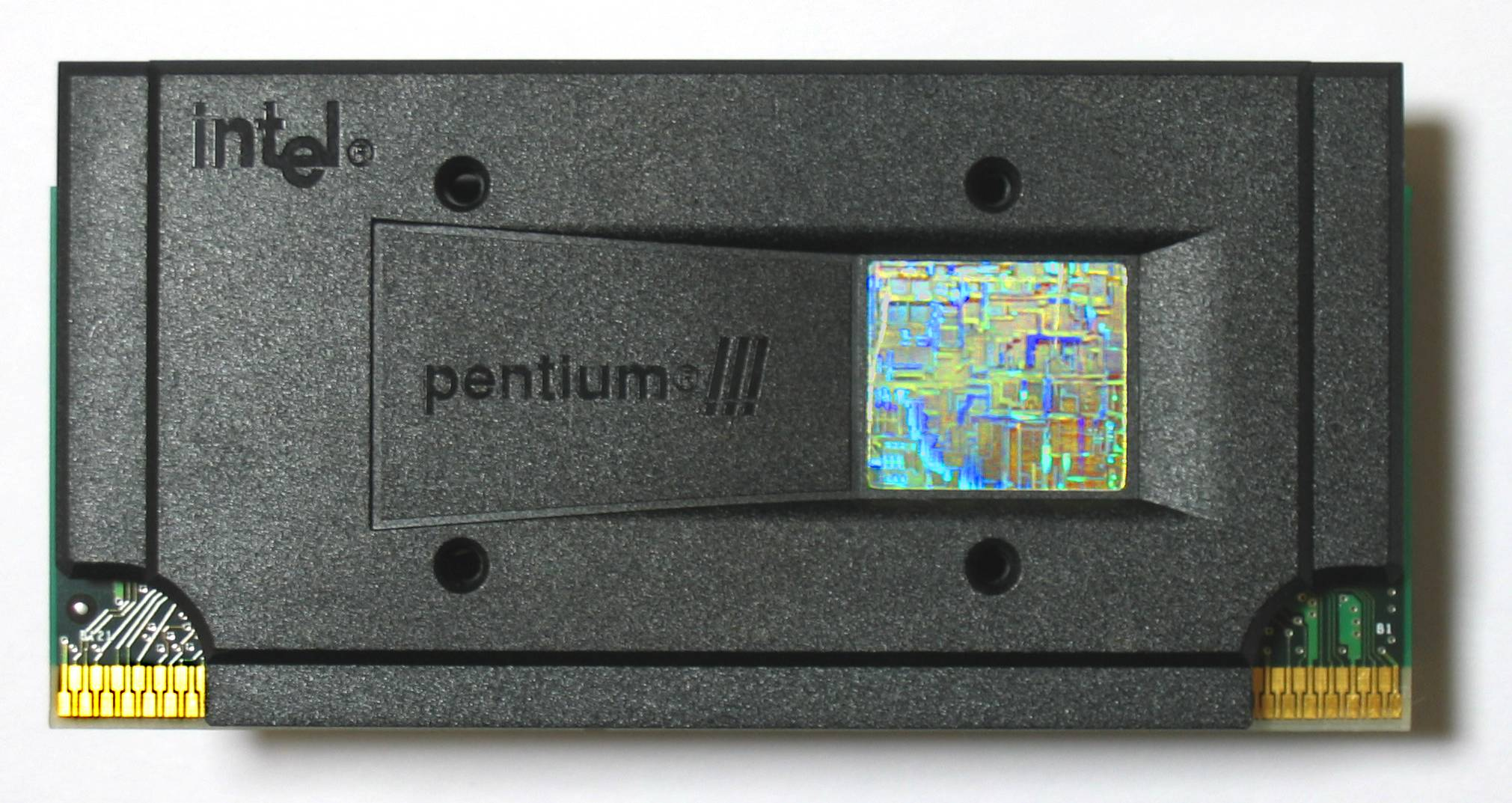
Pentium III in Slot-1-Bauform

Der Pentium III (Eigenschreibweise: pentium !!!) ist ein im Februar 1999 vorgestellter x86-kompatibler Mikroprozessor von Intel, ein enger Verwandter seines Vorgängers Pentium II. Der größte Unterschied zwischen den beiden Prozessoren liegt in der zusätzlich vorhandenen SSE-Einheit für schnelle Gleitkomma-Operationen.
Neben der Pentium-III-Reihe gibt es die auf derselben Architektur begründete Modellreihe Intel Celeron (P6) für das Niedrigpreis-Segment. Nachfolger ist der Pentium 4.

## Produktgeschichte

### Katmai

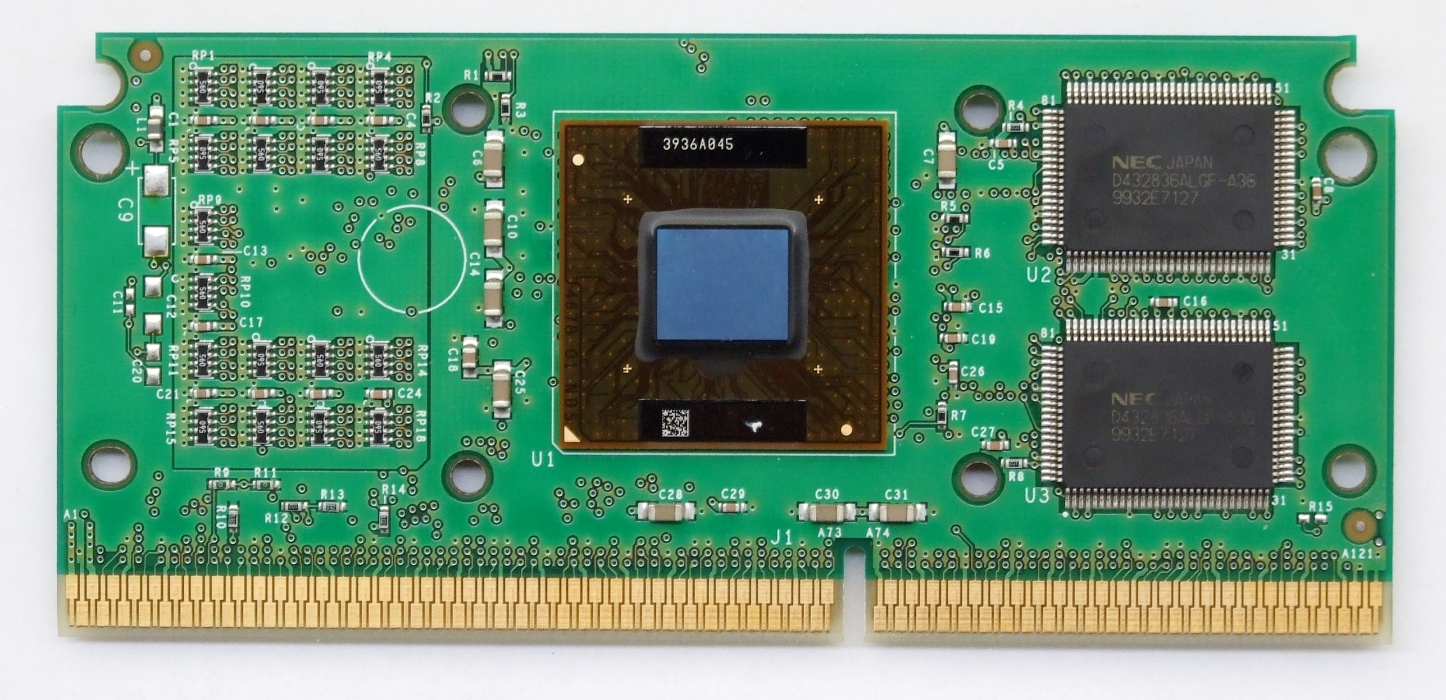
Pentium III mit Katmai-Kern ohne Kühlkörper; gut zu sehen sind zwei der Cache-Bausteine

Die erste Version des Pentium III mit Codenamen Katmai ist eine Weiterentwicklung des Pentium II mit Deschutes-Kern. Zwar hatte Intel mit Blick auf eine bevorstehende Erhöhung des Bustaktes von 100 auf 133 MHz auch minimale Veränderungen an den Ausgangstreibern der Busschnittstelle vorgenommen und u. a. auch den L1-Cache-Controller leicht verbessert, trotzdem waren sich beide – bis hin zum Herstellungsprozess – so ähnlich, dass sich Teile der Fachpresse über die „Umbenennung“ von Pentium II in Pentium III verwundert zeigten.
Der Katmai war verfügbar mit Taktfrequenzen von 450 bis 600 MHz und Bustakten von 100 und 133 MHz. Da der L2-Cache des Katmai – wie bei seinem Vorgänger Deschutes – noch nicht auf dem Chip integriert ist, gibt es den Katmai ausschließlich für die bereits vom Pentium II bekannte Slot-1-Busschnittstelle in den Bauformen SECC und SECC2, wobei die SECC-Bauform sehr selten ist und nach Intel-Angaben nur an OEMs ausgeliefert wurde. Zur Unterscheidung von den später verfügbaren Pentium-III-Varianten mit dem so genannten „Advanced Transfer Cache“ (eingeführt beim Katmai-Nachfolger Coppermine), die auch in einer Bauform für den Slot 1 verfügbar waren, benannte Intel diese Art Cache nach Verfügbarkeit des Coppermine in „Discrete Cache“ um, wohingegen Intel ihn in den frühen Dokumentationen zum Pentium III noch als „integrated 512 K unified, nonblocking L2-Cache“ bezeichnete.
| Bezeichnungszusatz  | 450           | 500           | 550          | 600          | 533B          | 600B          |
| ------------------- | ------------- | ------------- | ------------ | ------------ | ------------- | ------------- |
| verfügbar für       | Slot 1        | Slot 1        | Slot 1       | Slot 1       | Slot 1        | Slot 1        |
| Bustakt in MHz      | 100           | 100           | 100          | 100          | 133           | 133           |
| Taktfrequenz in MHz | 450           | 500           | 550          | 600          | 533           | 600           |
| Multiplikator       | 4,5           | 5             | 5,5          | 6            | 4             | 4,5           |
| TDP in Watt         | 25,3          | 28            | 30,8         | 34,5         | 29,7          | 34,5          |
| Einführung          | 26. Feb. 1999 | 26. Feb. 1999 | 17. Mai 1999 | 2. Aug. 1999 | 27. Sep. 1999 | 27. Sep. 1999 |

### Coppermine
Die zweite Version des Pentium III mit Codenamen Coppermine ist eine Zusammenführung der Entwicklungslinien des Katmai und des Mendocino-Celeron, Intels erste P6-CPU mit einem integrierten L2-Cache. Wie der Katmai besitzt auch der Coppermine die SSE-Befehlssatzerweiterung und die Seriennummer. Vom Mendocino erbte er den integrierten L2-Cache, der über eine bidirektionale, mit vollem CPU-Takt betriebene Anbindung an den CPU-Kern verfügt und somit auch gleichzeitiges Lesen und Schreiben erlaubt. Mit 256 KiB ist der L2-Cache zwar nur halb so groß wie beim Katmai, die verbesserte Anbindung an den CPU-Kern wirkte sich bei gleicher Taktfrequenz nach Intel-Angaben aber bei praktisch allen damals verfügbaren Anwendungen neutral oder sogar leicht positiv auf Ausführungsgeschwindigkeit und Rechenleistung eines Coppermine-Pentium-III aus.

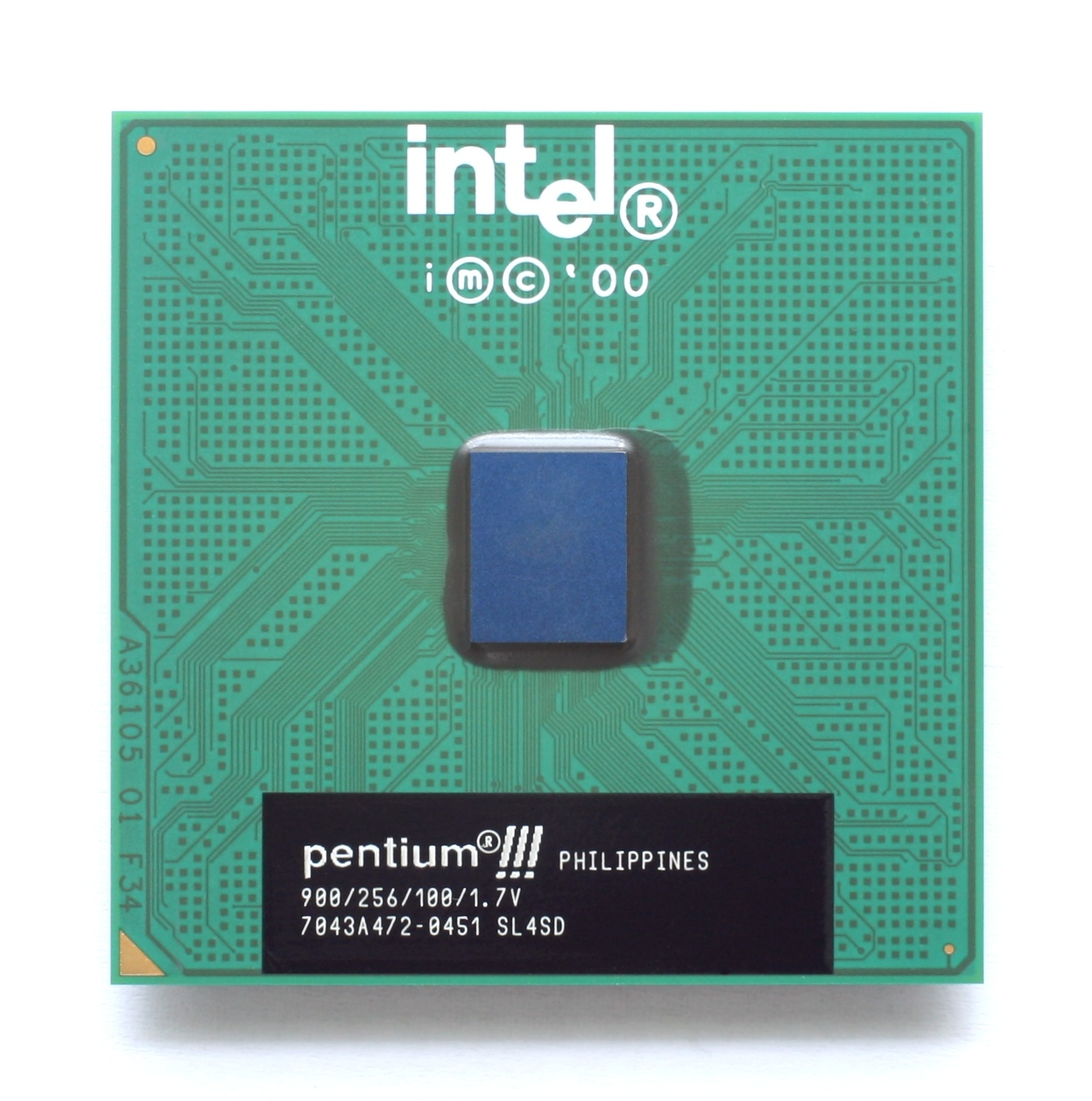
Pentium III 900 Coppermine (Sockel-370)
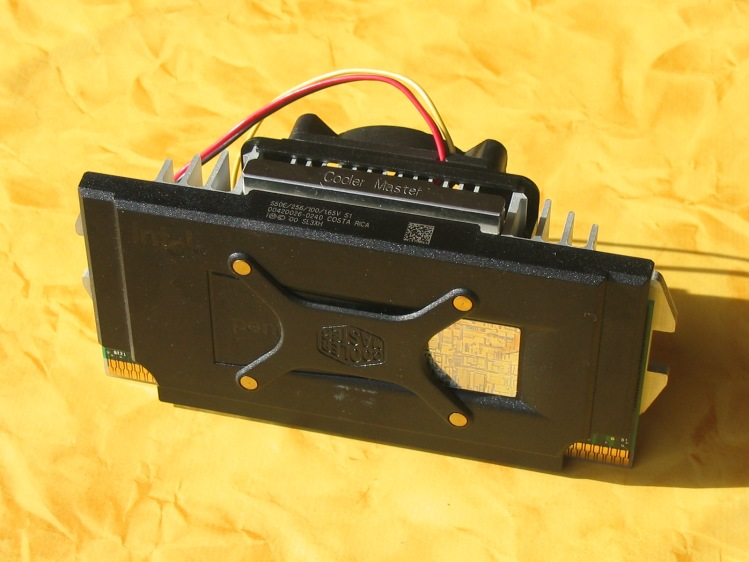
Pentium III Coppermine (Slot-1)
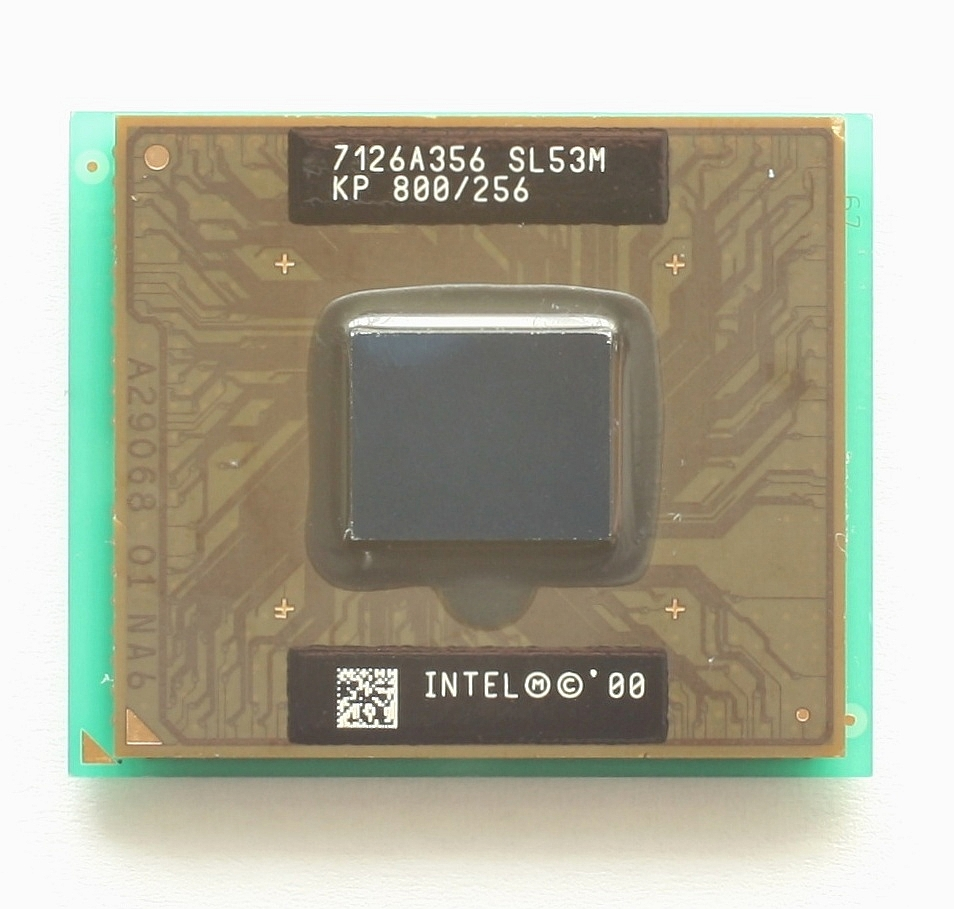
Mobile Pentium III (SL53M)
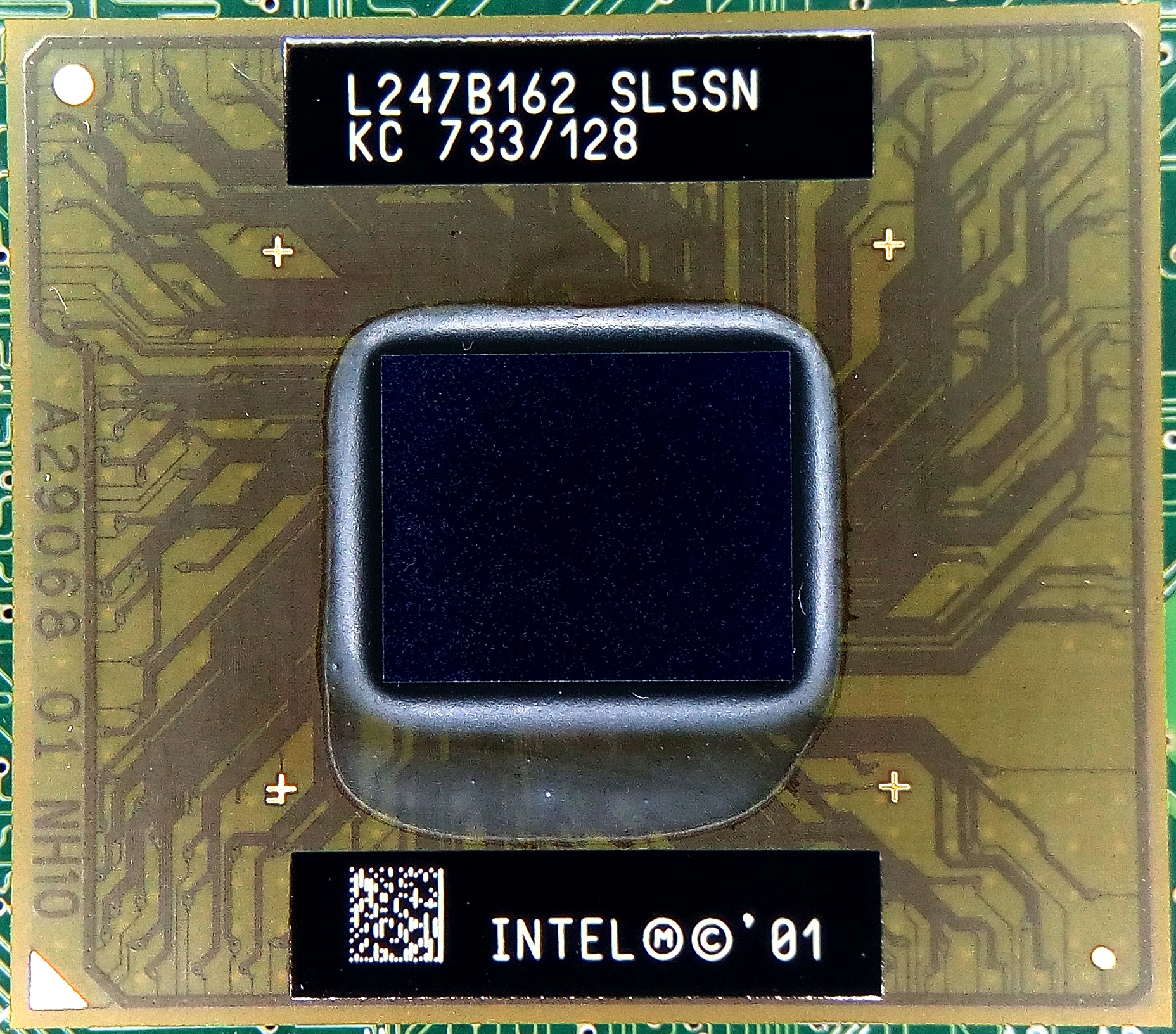
Coppermine-CPU der Xbox (SL5SN)

Obwohl nun eigentlich keine technische Notwendigkeit mehr bestand, bot Intel den Coppermine weiterhin in einer Variante für den Slot 1 an, für welchen er mit Taktfrequenzen von 533 bis 1000 MHz und Busfrequenzen von 100 und 133 MHz auf den Markt kam. In der Variante für den Sockel 370 war der Pentium III mit Taktfrequenzen von 500 bis 1133 MHz verfügbar, sowohl mit 100 als auch 133 MHz Bustakt. Aufgrund einiger Veränderungen am Pinout und am Busprotokoll kann ein Pentium III für den Sockel 370, aber nicht in einer Sockel-370-Hauptplatine der ersten Generation betrieben werden; diese sind nur für den Betrieb mit der ersten überhaupt verfügbaren Sockel-370-CPU, dem so genannten Mendocino-Celeron, geeignet.
| Bezeichnungszusatz  | 500E          | 550E          | 600E          | 650           | 700           | 750           | 800           | 850           | 900           | 1000         | 1100      | 533EB         | 600EB         | 667           | 733           | 800EB         | 866           | 933          | 1000B        | 1133          |
| ------------------- | ------------- | ------------- | ------------- | ------------- | ------------- | ------------- | ------------- | ------------- | ------------- | ------------ | --------- | ------------- | ------------- | ------------- | ------------- | ------------- | ------------- | ------------ | ------------ | ------------- |
| verfügbar für       | So370         | So370 Slot 1  | So370 Slot 1  | So370 Slot 1  | So370 Slot 1  | So370 Slot 1  | So370 Slot 1  | So370 Slot 1  | So370         | So370 Slot 1 | So370     | So370 Slot 1  | So370 Slot 1  | So370 Slot 1  | So370 Slot 1  | So370 Slot 1  | So370 Slot 1  | So370 Slot 1 | So370 Slot 1 | So370         |
| Bustakt in MHz      | 100           | 100           | 100           | 100           | 100           | 100           | 100           | 100           | 100           | 100          | 100       | 133           | 133           | 133           | 133           | 133           | 133           | 133          | 133          | 133           |
| Taktfrequenz in MHz | 500           | 550           | 600           | 650           | 700           | 750           | 800           | 850           | 900           | 1000         | 1100      | 533           | 600           | 667           | 733           | 800           | 866           | 933          | 1000         | 1133          |
| Multiplikator       | 5             | 5,5           | 6             | 6,5           | 7             | 7,5           | 8             | 8,5           | 9             | 10           | 11        | 4             | 4,5           | 5             | 5,5           | 6             | 6,5           | 7            | 7,5          | 8,5           |
| Einführung          | 25. Okt. 1999 | 25. Okt. 1999 | 25. Okt. 1999 | 25. Okt. 1999 | 25. Okt. 1999 | 20. Dez. 1999 | 20. Dez. 1999 | 20. März 2000 | 20. März 2000 | 8. März 2000 | Juni 2000 | 25. Okt. 1999 | 25. Okt. 1999 | 25. Okt. 1999 | 25. Okt. 1999 | 20. Dez. 1999 | 20. März 2000 | 24. Mai 2000 | 8. März 2000 | 31. Juli 2000 |

### Tualatin

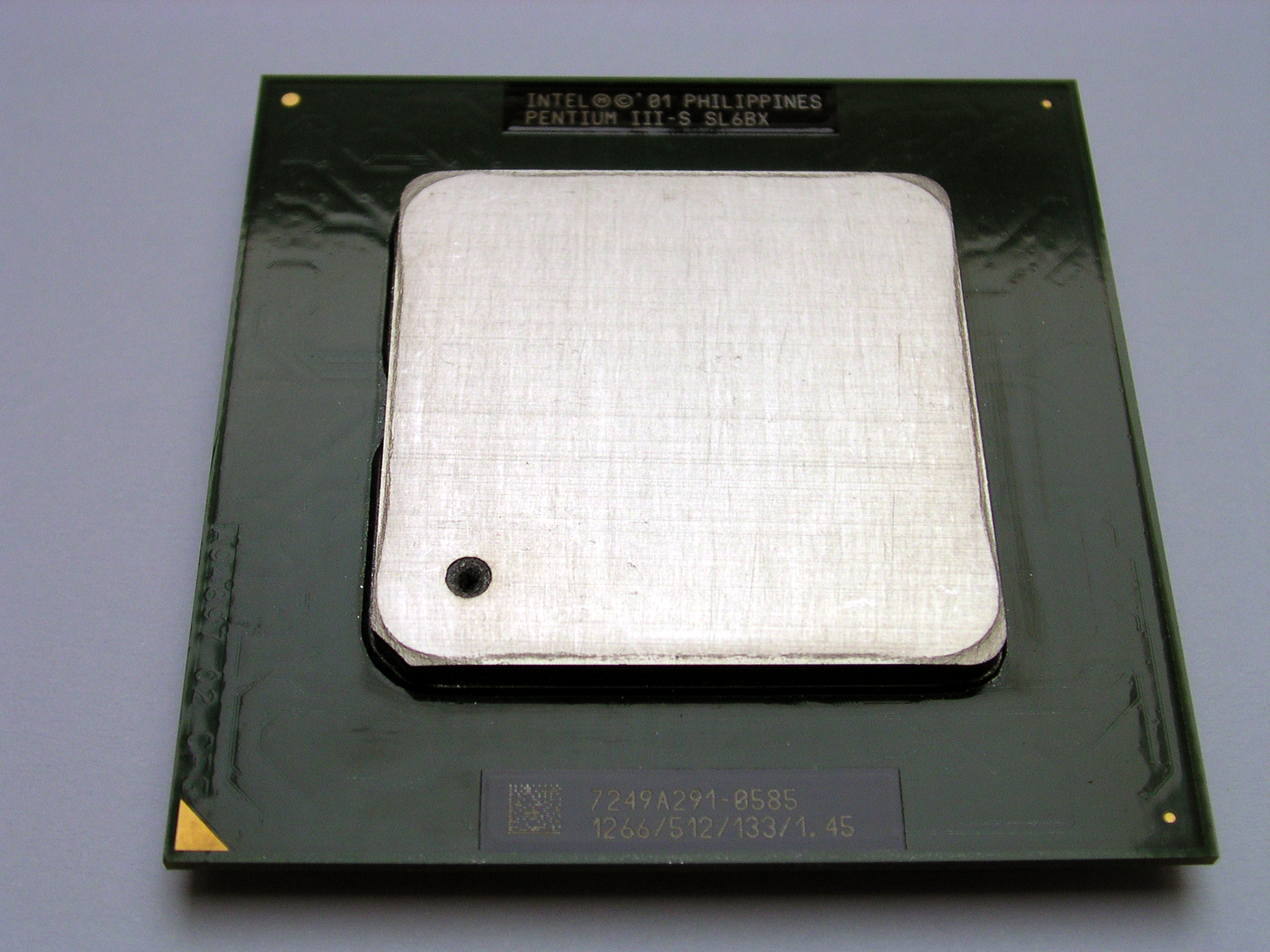
Der Pentium III-S ist die Server-Variante des Tualatin

Der letzte Kern Tualatin brachte ansehnliche Leistungen, besonders der für den Einstiegs-Server-Einsatz gedachte Pentium III-S mit auf 512 KiB verdoppelten Cache.
Er war nicht nur eine Verkleinerung des Coppermine auf den neuen 130-nm-Fertigungsprozess – auch die elektrischen Eigenschaften des Busprotokolls wurden leicht geändert, so dass dieser Prozessor nicht auf den normalen Sockel-370-Mainboards für den FC-PGA-Coppermine funktionierte. Der Tualatin funktionierte nur in so genannten FCPGA2-kompatiblen Sockel-370-Mainboards. Jedoch kursieren Anleitungen für Modifikationen, welche es erlauben, Prozessoren mit Tualatin-Kern auf manchen Mainboards ohne FCPGA2-Unterstützung zu betreiben. Es gab aber auch kommerzielle Adapter wie z. B. von der Firma Upgradeware den SLOT-T (Upgrade für Slot 1) und den 370GU (Upgrade für Socket 370) sowie den FCPGA-FCPGA2-Adapter von Lin Lin (Upgrade für Socket 370), der als kompletter Aufsatz-Socket FSB und CPU-Voltage jumpern kann und ermöglicht, die gewöhnlichen Socket-Kühler bzw. deren Halteklammern zu verwenden.
Neben der Server-Variante Pentium III-S und der Mobil-Variante Mobile Pentium III-M – beide mit 512 KiB L2-Cache – gibt es noch eine Desktop-Variante mit 256 KiB L2-Cache, welche mit Taktfrequenzen von 1 bis 1,4 GHz erhältlich ist. Obwohl Intel diese CPU nie offiziell so bezeichnet hat, wird sie zumeist Pentium III-T genannt.
Im Vergleich zum technisch nahezu identischen Celeron mit Tualatin-Kern, zumeist nur Celeron-T genannt, bietet der Pentium III-T einen Bustakt von 133 MHz und eine so genannte Data Prefetch Logic. Letztere ist der Grund, warum ein übertakteter Celeron-T bei 133 MHz Bustakt einem Pentium III-T mit gleicher Taktfrequenz unterlegen ist.
| Bezeichnungszusatz  | 1000A | 1133A | 1200 | 1333 | 1400 |
| ------------------- | ----- | ----- | ---- | ---- | ---- |
| Taktfrequenz in MHz | 1000  | 1133  | 1200 | 1333 | 1400 |
| Multiplikator       | 7,5   | 8,5   | 9    | 10   | 10,5 |

| Bezeichnungszusatz  | 1133 | 1266 | 1400 |
| ------------------- | ---- | ---- | ---- |
| Taktfrequenz in MHz | 1133 | 1266 | 1400 |
| Multiplikator       | 8,5  | 9,5  | 10,5 |

## Seriennummer
Der Pentium III verfügt über eine permanente eindeutige 96-Bit-Seriennummer, die es z. B. zulässt, Aktivitäten im Internet, wie Einkaufsgewohnheiten etc., nachzuvollziehen. Nach heftigen Kontroversen und Aufrufen zum Boykott wurde die Seriennummer per Voreinstellung abgeschaltet. Wenig später zeigte sich jedoch, dass sie auch ohne Einwilligung des Nutzers ausgelesen werden kann. Beim Nachfolgemodell Pentium 4 wurde daher wieder auf diese Funktion verzichtet.

## Weiterentwicklung zu Pentium M und Intel Core
Durch das Erscheinen der NetBurst-Architektur im Pentium-4-Prozessor sollte der Pentium III in allen Märkten abgelöst werden. Tatsächlich gelang Intel dies jedoch nur bei Server- und Desktop-Systemen; Versuche, den Pentium-4-Prozessor für die Verwendung in Notebooks durchzusetzen, gab Intel bald wieder auf, weil die CPU hierfür zu viel Energie verbrauchte. Im Laufe der Zeit erwies sich der hohe Stromverbrauch des Pentium 4 von teilweise über 100 Watt als Markthindernis, während der Konkurrent AMD zur gleichen Zeit energieeffizientere Prozessoren anbot. Anders als Intel hatte AMD eine variable Prozessortaktung auch für Desktop-CPUs eingeführt, so dass deren Stromverbrauch in vielen Fällen auf unter 20 W reduziert wurde.
Als Ersatz im Notebookbereich wurde daher der Intel Pentium M entwickelt, ein hinsichtlich seiner Energieeffizienz weiterentwickelter Pentium-III-Prozessor. Der Pentium M erwies sich als großer Erfolg und wurde somit zum Kern eines Strategiewechsels, welcher mit der Umbenennung des Pentium M in Intel Core begann. Intel entschied, die NetBurst-Architektur aufzugeben und stattdessen den Intel Core auch für Desktop-Systeme und Server anzubieten. Daraufhin wurde aus der P6-Mikroachitektur des Pentium III die Core-Mikroarchitektur und der Intel Core 2 entwickelt.

## Modell-Bezeichnungen
Während die mobilen, Low-Voltage- und Server-Varianten des Pentium III allesamt offiziell Namenszusätze wie „mobile“, „low voltage“ oder ein angehängtes „-S“ tragen, bezeichnet Intel alle Varianten der „normalen“ Desktop-Pentium-III-Serie (sowohl für den Slot 1, als auch für den Sockel 370) lediglich als „Pentium III“.
Da sich die Taktfrequenz bei der Vielzahl verfügbarer CPU-Kerne und verschiedener FSB-Taktfrequenzen als alleiniges Unterscheidungsmerkmal nicht eignete, begann Intel bereits bei der ersten Version des Pentium III – dem Katmai – damit, die Unterschiede durch an die Taktfrequenz angehängte Buchstaben oder Buchstabengruppen zu verdeutlichen.

### Bezeichnungszusätze der Desktop-Varianten
Als Desktop-Pentium-III bezeichnet Intel den Katmai, die Slot-1- und Sockel-370-Varianten des Coppermine-Pentium-III und die Sockel-370-Variante des Tualatin-Pentium-III mit 256 KiB Cache. Falls die Taktfrequenz keine eindeutigen Rückschlüsse auf den verwendeten CPU-Kern und den FSB-Takt zulässt (das nötige Wissen vorausgesetzt), lassen sich diese Informationen anhand eines an die Taktfrequenz angehängten Suffix ermitteln.
Beim Katmai kennzeichnet ein „B“ die FSB-133-Variante. Die FSB-100-Variante hat kein Suffix. Den Pentium III 533B weist die Taktfrequenz zwar bereits eindeutig als FSB-133-Typ aus, Intel hat aber trotzdem nicht auf das „B“ verzichtet.
Die Coppermine-Modelle des Pentium III, bei denen aufgrund der Taktfrequenz eine Verwechslungsgefahr mit den Katmai-Modellen besteht, sind durch ein „E“ gekennzeichnet, was dem Coppermine-Pentium-III umgangssprachlich auch die Bezeichnung Pentium III/E einbrachte. FSB-133-Modelle des Coppermine-Pentium-III werden mit „EB“ gekennzeichnet, falls die Taktfrequenz keine eindeutigen Hinweise gibt. So trägt der Pentium III 733 keinen „EB“-Zusatz, da eine Taktfrequenz von 733 MHz ihn bereits als FSB-133-Modell mit Coppermine-Kern ausweist. Beim Pentium III 800EB dient das „EB“ zur Unterscheidung vom FSB-100-Schwestermodell Pentium III 800. Verwirrenderweise wird der FSB-133-Typ des Coppermine-Pentium-III mit 1000 MHz nur noch durch ein „B“ gekennzeichnet. Seine FSB-100-Variante trägt keinen Zusatz, ebenso wie der Coppermine mit 1133 MHz, den bereits seine Taktfrequenz als FSB-133-Model ausweist.
Der Pentium III mit Tualatin-Kern läuft grundsätzlich mit einem Bustakt von 133 MHz. Um Verwechslungen mit dem Coppermine-Pentium-III zu verhindern, sind die Tualatin-Modelle mit 1000 und 1133 MHz mit einem „A“ gekennzeichnet. Ab 1200 MHz weist die Taktfrequenz einen Pentium III wieder eindeutig als Tualatin-Typ aus.
| Zusatz | CPU-Kern   | FSB-Takt | Modell                                          |
| ------ | ---------- | -------- | ----------------------------------------------- |
| fehlt  | Katmai     | 100 MHz  | 450 / 500 / 550 / 600                           |
| fehlt  | Coppermine | 100 MHz  | 650 / 700 / 750 / 800 / 850 / 900 / 1000 / 1100 |
| fehlt  | Coppermine | 133 MHz  | 667 / 733 / 866 / 933 / 1133                    |
| fehlt  | Tualatin   | 133 MHz  | 1200 / 1333 / 1400                              |
| „B“    | Katmai     | 133 MHz  | 533B / 600B                                     |
| „B“    | Coppermine | 133 MHz  | 1000B                                           |
| „E“    | Coppermine | 100 MHz  | 500E / 550E / 600E                              |
| „EB“   | Coppermine | 133 MHz  | 533EB / 600EB / 800EB                           |
| „A“    | Tualatin   | 133 MHz  | 1000A / 1133A                                   |

| CPU-Kern                                                         | Katmai                           | Katmai                           | Coppermine (kurz: „CuMine“)      | Coppermine (kurz: „CuMine“)       | Coppermine (kurz: „CuMine“)       | Coppermine (kurz: „CuMine“)       | Tualatin                                | Tualatin                         | Tualatin                                     |
| ---------------------------------------------------------------- | -------------------------------- | -------------------------------- | -------------------------------- | --------------------------------- | --------------------------------- | --------------------------------- | --------------------------------------- | -------------------------------- | -------------------------------------------- |
| Kern-Steppings                                                   | kB0, kC0                         | kB0, kC0                         | cA2, cB0, cC0                    | cA2, cB0, cC0                     | cD0                               | cD0                               | tA1, tB1                                | tA1, tB1                         | tA1, tB1                                     |
| Die-Größe in mm²                                                 | 128                              | 128                              | 106 / 104,6 / 90,0               | 106 / 104,6 / 90,0                | 94,7                              | 94,7                              | 80                                      | 80                               | 80                                           |
| Transistor-Anzahl                                                | 9,5 Mio.                         | 9,5 Mio.                         | 28,1 Mio.                        | 28,1 Mio.                         | 28,1 Mio.                         | 28,1 Mio.                         | 44 Mio.                                 | 44 Mio.                          | 44 Mio.                                      |
| Strukturgröße in µm                                              | 0,25                             | 0,25                             | 0,18                             | 0,18                              | 0,18                              | 0,18                              | 0,13                                    | 0,13                             | 0,13                                         |
| L2-Cache-Typ                                                     | „Discrete Cache“                 | „Discrete Cache“                 | „Advanced Transfer Cache“        | „Advanced Transfer Cache“         | „Advanced Transfer Cache“         | „Advanced Transfer Cache“         | „Advanced Transfer Cache“               | „Advanced Transfer Cache“        | „Advanced Transfer Cache“                    |
| L2-Cache-Größe                                                   | 512 KiB                          | 512 KiB                          | 256 KiB                          | 256 KiB                           | 256 KiB                           | 256 KiB                           | 256 KiB                                 | 512 KiB                          | 512 KiB                                      |
| weitere Bezeichnungen für den CPU-Kern (teils umgangssprachlich) |                                  |                                  |                                  |                                   | Coppermine D                      | Coppermine D                      | Tualatin-256                            | Tualatin-512 Tualatin-S          | Tualatin-512 Tualatin-S                      |
| weitere Bezeichnungen für den CPU-Kern (teils umgangssprachlich) |                                  |                                  | Coppermine-T                     |                                   |                                   |                                   | Tualatin-256                            | Tualatin-512 Tualatin-S          | Tualatin-512 Tualatin-S                      |
| Offizielle Bezeichnung für die CPU                               | Pentium III für den SC242-Sockel | Pentium III für den SC242-Sockel | Pentium III für den SC242-Sockel | Pentium III für den PGA370-Sockel | Pentium III für den PGA370-Sockel | Pentium III für den PGA370-Sockel | Pentium III basiert auf 0,13-µm-Prozess | Pentium III mit 512 KiB L2-Cache | Low-Voltage Pentium III mit 512 KiB L2-Cache |
| erhältlich für                                                   | Slot 1                           | Slot 1                           | Slot 1                           | Sockel 370                        | Sockel 370                        | Sockel 370                        | Sockel 370                              | Sockel 370                       | BGA-495                                      |
| CPU-Bauform                                                      | SECC                             | SECC2                            | SECC2                            | FC-PGA                            | FC-PGA FC-PGA2                    | FC-PGA FC-PGA2                    | FC-PGA2                                 | FC-PGA2                          | µFC-BGA                                      |
| Bustakt in MHz                                                   | 100                              | 100 / 133                        | 100 / 133                        | 100 / 133                         | 100 / 133                         | 133                               | 133                                     | 133                              | 133                                          |
| Bus-Signalpegel                                                  | AGTL+                            | AGTL+                            | AGTL+                            | AGTL+                             | AGTL+                             | AGTL+ / AGTL „auto detect“        | AGTL                                    | AGTL                             | AGTL                                         |
| Taktfrequenz in MHz                                              | 450 / 500                        | 450–600                          | 533–1000                         | 500–1133                          | 500–1133                          | 866–1133                          | 1000–1400                               | 1133–1400                        | 800, 933, 1000                               |
| Kernspannung UCore in Volt                                       | 2,00                             | 2,00 / 2,05                      | 1,60–1,70                        | 1,60–1,76                         | 1,60–1,76                         | 1,75                              | 1,475                                   | 1,45                             | 1,15                                         |
| Leistungsaufnahme in Watt                                        | 25,3–34,5                        | 25,3–34,5                        | 14,0–33,0                        | 13,2–29,6                         | 13,2–29,6                         | 19,6–37,5                         | 27,6–33,9                               | 27,9–32,2                        | 10,6–12,1                                    |
| weitere Bezeichnungen für die CPU (teils umgangssprachlich)      | Katmai                           | Katmai                           | Slot-1-Coppermine                | Sockel-370-Coppermine             | Sockel-370-Coppermine             | Sockel-370-Coppermine             | Sockel-370-Tualatin                     | Sockel-370-Tualatin              | LV-Pentium-III                               |
| weitere Bezeichnungen für die CPU (teils umgangssprachlich)      | Katmai                           | Katmai                           | Pentium III/E                    | Pentium III/E                     | Pentium III/E                     | Pentium III/E                     | Desktop-Tualatin Pentium III-T          | Server-Tualatin Pentium III-S    | LV-Pentium-III                               |

Anmerkungen:
1. ↑  SRAM-Bausteine auf CPU-Modul, Anbindung: 128 Bit, halbduplex
2. ↑  On-Die-Cache, Anbindung: 256 Bit, vollduplex
3. 1 2  Diese Bezeichnung wird auch von Intel verwendet.
4. ↑  Es gibt mehrere Varianten des Sockel 370, die zwar mechanisch kompatibel, elektrisch aber unter Umständen inkompatibel sind. Zwischen Tualatin und Coppermine bestehen Unterschiede bei den Signalpegeln des Busprotokolls. Der Coppermine-T beherrscht beide Signalpegeltypen und hat eine automatische Erkennung für diese.
5. 1 2 3 4 5 6 7 8 9 10 11  abhängig von Taktfrequenz und CPU-Variante
6. 1 2  Eine Variante mit 1133 MHz wurde von Intel kurz nach Verkaufsstart wieder zurückgerufen, nachdem Stabilitätsprobleme bekannt wurden. Diese CPU wurde für eine Versorgungsspannung von 1,8 Volt spezifiziert und trug die sSpec SL4HH.
7. 1 2 3  Diese Bezeichnung schließt genau genommen auch die vom jeweiligen CPU-Kern abgeleiteten Celeron-Modelle mit ein.

## Modelldaten

### Katmai

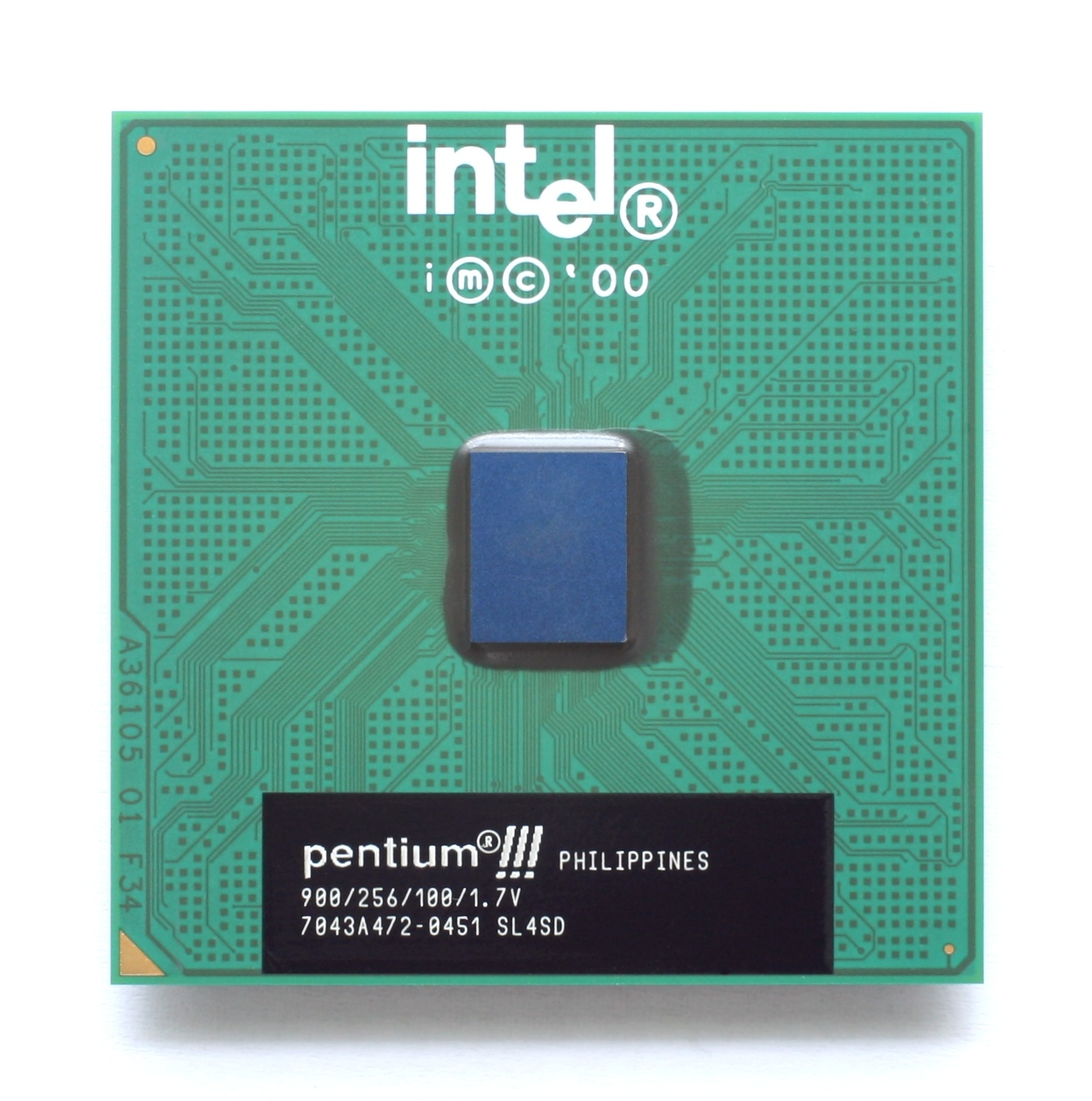
Pentium III in der 900-MHz-Version (Coppermine) – Sockel 370

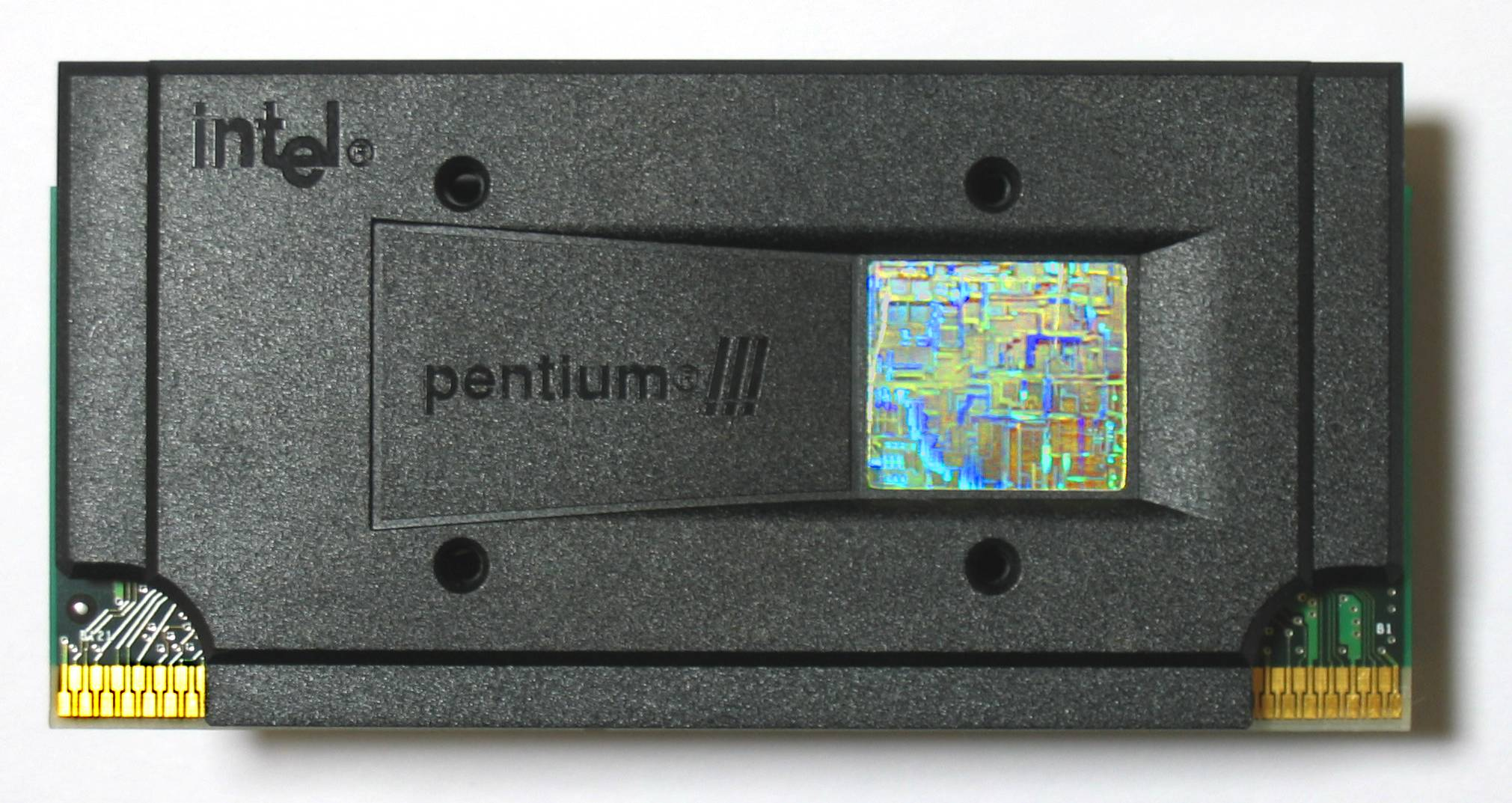
Pentium III mit 733 MHz (Coppermine) – Slot 1

- L1-Cache: 16 + 16 KiB (Daten + Instruktionen)
- L2-Cache: 512 KiB, externe Chips auf CPU-Modul, halber Prozessortakt
- MMX, ISSE
- Slot 1, AGTL+-Pegel, 100 und 133 MHz Front Side Bus
- Betriebsspannung (VCore): 2,0 V (600 MHz: 2,05 V)
- Erscheinungsdatum: 26. Februar 1999
- Fertigungstechnik: 250 nm
- Die-Größe: 128 mm² bei 9,5 Millionen Transistoren
- Modelle:
- 100 MHz FSB: 450, 500, 550 und 600 MHz
- 133 MHz FSB (B-Modelle): 533 und 600 MHz

### Coppermine
- L1-Cache: 16 + 16 KiB (Daten + Instruktionen)
- L2-Cache: 256 KiB on die mit Prozessortakt
- MMX, SSE
- Slot 1 und Sockel 370 (FC-PGA), GTL+ mit 100 und 133 MHz Front Side Bus
- Betriebsspannung (VCore): 1,6–1,76 V
- Leistungsaufnahme (TDP): 13–33 W je nach Taktung
- Erscheinungsdatum: 25. Oktober 1999
- Fertigungstechnik: 180 nm
- Die-Größe: 90, 95, 104 oder 106 mm² bei 28,1 Millionen Transistoren
- Modelle:
- 100 MHz FSB (E-Modelle): 500, 550, 600, 650, 700, 750, 800, 850, 900, 1000, und 1100 MHz
- 133 MHz FSB (EB-Modelle): 533, 600, 667, 733, 800, 866, 933, 1000 und 1133 MHz

### Tualatin-256
Verkauft als Pentium III-T

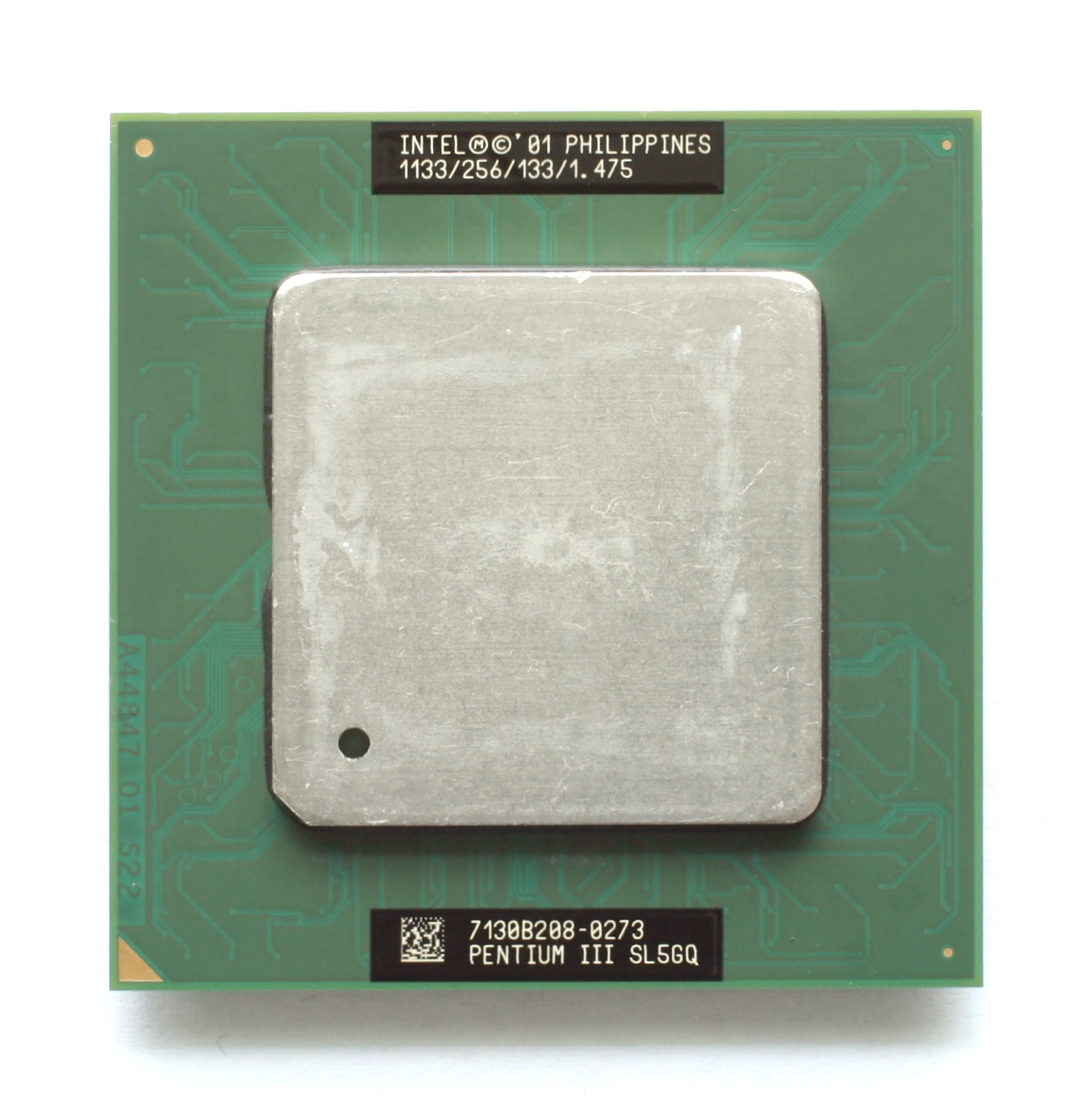
Ein Pentium III-T (SL5GQ).

- L1-Cache: 16 + 16 KiB (Daten + Instruktionen)
- L2-Cache: 256 KiB on die mit Prozessortakt
- MMX, SSE
- Sockel 370 (FC-PGA2), AGTL mit 133 MHz Front Side Bus
- Betriebsspannung (VCore): 1,475 V
- Erscheinungsdatum: Juli 2001
- Fertigungstechnik: 130 nm
- Die-Größe: 80 mm² bei 44 Millionen Transistoren
- Modelle: 1000, 1133, 1200, 1333 und 1400 MHz

### Tualatin-512

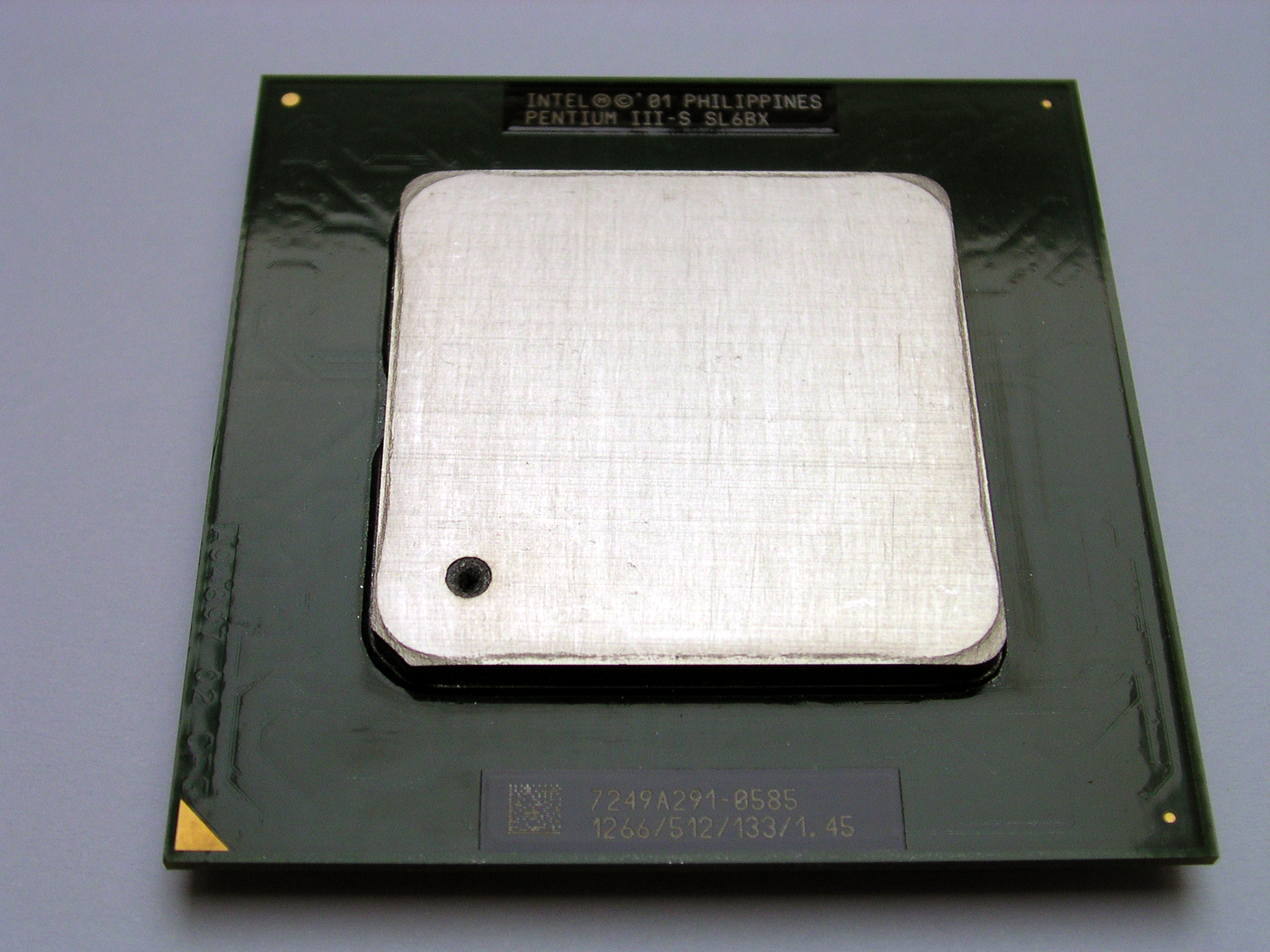
Pentium III-S mit 1.266 MHz (Tualatin-512)

Verkauft als Pentium III-S und mobile Pentium III-M
- L1-Cache: 16 + 16 KiB (Daten + Instruktionen)
- L2-Cache: 512 KiB mit Prozessortakt
- MMX, SSE
- Sockel 370 (FC-PGA2), AGTL mit 133 MHz Front Side Bus
- Betriebsspannung (VCore): 1,45 V
- Erscheinungsdatum: Juni 2001
- Fertigungstechnik: 130 nm
- Die-Größe: 80 mm² bei 44 Millionen Transistoren
- Modelle: 1133, 1266 und 1400 MHz